# 나우엘 구스만
나우엘 구스만(Nahuel Ignacio Guzmán, 1986년 2월 10일 ~ )는 아르헨티나의 축구선수로 포지션은 골키퍼이다. 현재 리가 MX의 티그레스 UANL에서 활약하고 있다.

## 클럽 경력
구스만은 2006년 8월 뉴얼스 올드 보이스에서 프로 데뷔 경기를 가졌다. 2014년 7월 구스만은 아르헨티나를 떠나 리가 MX의 티그레스 UANL로 이적했다.

## 수상

### 클럽
뉴얼스 올드 보이스
- 아르헨티나 프리메라 디비시온: 2013

UANL
- 리가 MX: 2015A, 2016A, 2017A, 2019C
- 캄페온 데 캄페오네스: 2016, 2017, 2018
- 캄페오네스컵: 2018

### 개인
- 리가 MX 베스트 11: 2015-16, 2016-17, 2018-19